# Die Nubierin

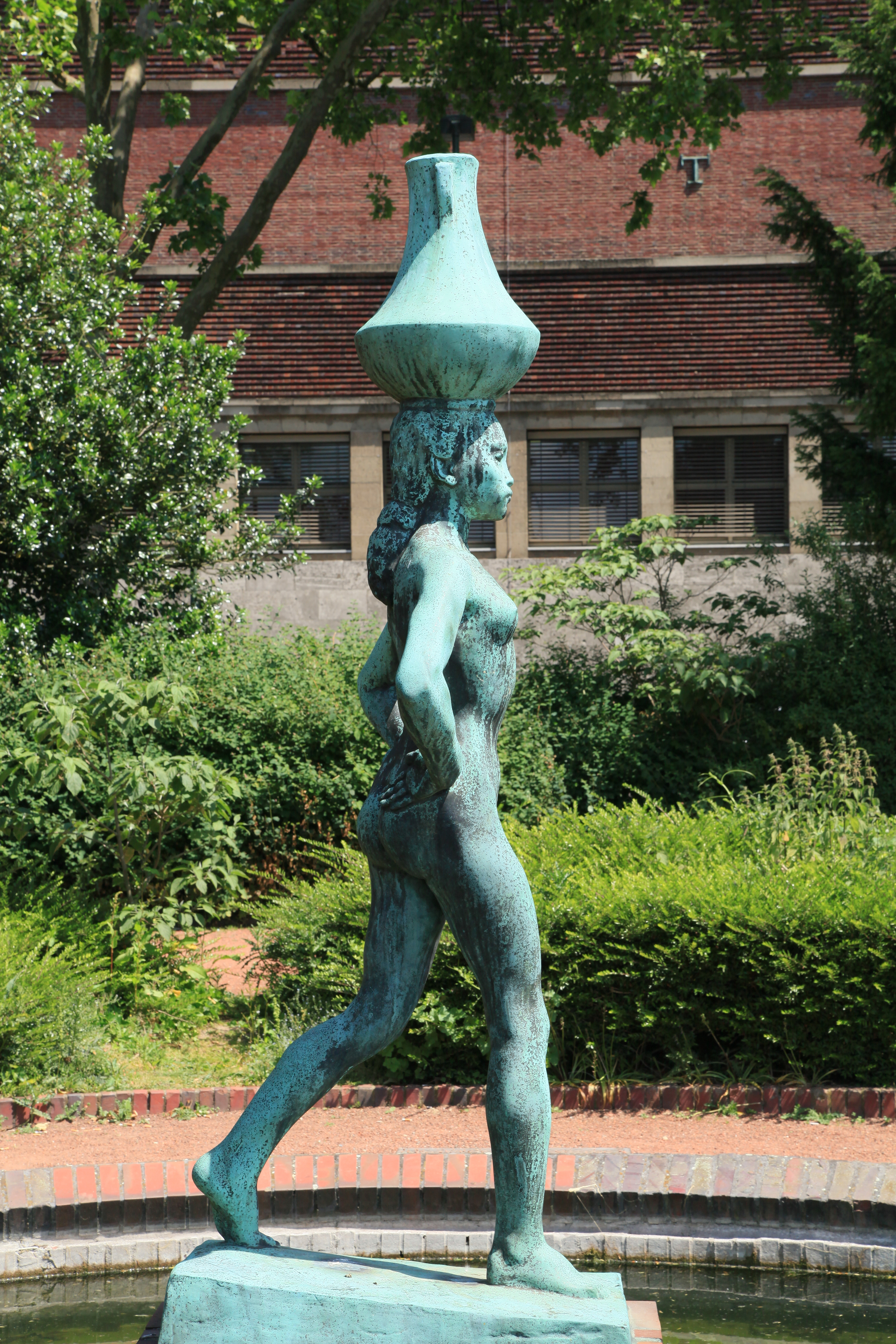
Die Nubierin, Seitenansicht

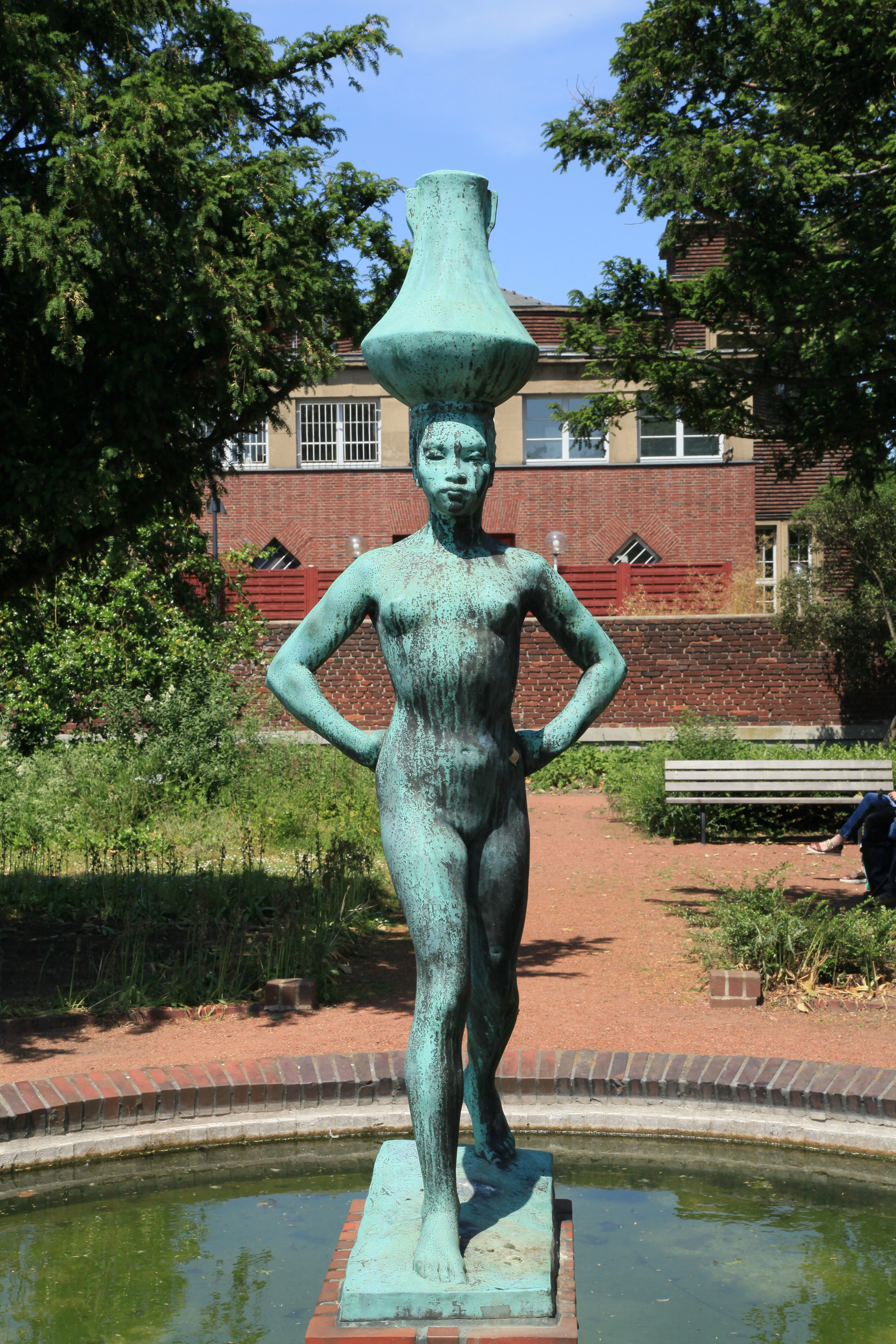
Die Nubierin, Frontalansicht

Die Nubierin (auch Die Wasserträgerin oder Schreitende Wasserträgerin) ist eine Bronzestatue des Bildhauers Bernhard Sopher. Die Figur stellt eine unbekleidete Nubierin in schreitender Haltung dar. Auf ihrem Kopf trägt sie eine Vase. Die Arme sind angewinkelt, die Außenseiten der Hände sind auf die Hüfte gelegt.
Die bereits 1925 geschaffene Skulptur wurde 1928 in dem Gartenparterre Rheingärtchen südlich der Düsseldorfer Rheinterrasse in einem ovalen Wasserbassin aufgestellt, nachdem das Gelände, das zuvor der Großen Ausstellung Düsseldorf 1926 für Gesundheitspflege, soziale Fürsorge und Leibesübungen (GeSoLei) gedient hatte, als dauerhafte Grünanlage nach Entwürfen der Gartenarchitekten Walter von Engelhardt und Johann Heinrich Küchler (1888–1984) hergerichtet worden war. Der auf einer Aussichtsterrasse am Rhein gelegene, kleinteilig gestaltete Blumengarten mit Wechselflor war von seinen Schöpfern als ein „Ort der Ruhe und Muße“ gedacht und soll an einen „behaglichen Hausgarten“ erinnern.
1938 wurde die Statue von offizieller Seite als „entartet“ diffamiert. Sie wurde abgebaut und sollte eingeschmolzen werden, nachdem die Kunstsammlung Düsseldorf unter Leitung von Hans Wilhelm Hupp in einem Schreiben vom 5. Februar 1937 Sopher als einen mit Berufsverbot belegten „Nichtarier“ und seine Werke am Kunstmuseum sowie im Garten an der Rheinterrasse deswegen als bedenklich angezeigt hatte. Sopher, der wegen seiner jüdischen Herkunft 1934 ein Berufsverbot erhalten hatte, war 1935 in die USA emigriert. Seine Frau konnte die Skulptur durch einen Rückkauf vor der Vernichtung bewahren. Sie stellte sie nach dem Zweiten Weltkrieg dem Kunstmuseum Düsseldorf zur Verfügung. 1954 gelangte die Nubierin wieder in das Gartenparterre am Rheinufer, ihren ursprünglichen Platz.
Ebenfalls im Rheingärtchen wurde die Knöchelspielerin aufgestellt. Diese Skulptur aus der Werkphase zu einer sitzenden weiblichen Figur ist eine 1961 von Hermann Isenmann in Sandstein gefasste Kopie eines Originals, das Bernhard Sopher 1926 aus Bronze angefertigt hatte und sich heute in der Sammlung des Folkwang-Museums in Essen befindet.